# Reidar Johan Berle
Reidar Johan Berle född 28 juni 1917 i Bergen, död 15 oktober 1997, var en norsk grafiker, illustratör och målare. Berle illustrerade ett flertal böcker, bland annat till texter av Petter Dass och böcker för barn. Han har mottagit flera priser för sin bokkonst, däribland Kultur- och kyrkodepartementets priser för barn- och ungdomslitteratur som han fick flera gånger under 1970-talet. Berle har också arbetat med stora utsmyckningsuppdrag, till exempel stenmosaiken i Bergens Tidendes byggnad och betongreliefen i Evanger vattenkraftverk.